# La Cáscara (programa de televisión)
La Cáscara (conocido anteriormente como La Pepa TV) fue un programa televisivo humorístico presentado en Panamá por Eddy Vásquez y dirigido por Ubaldo Davis, con la colaboración de Delmiro Quiroga (caricaturista), entre otros. Comenzó a emitirse desde el año 1995 en TVN (Panamá) inicialmente en un horario de los sábados a las 7:00 de la noche, y antes del cese de transmisiones a las 8:00 p. m..

## Historia y orígenes

### 1994-1996
La Pepa TV nació influenciado por un programa radial llamado La Pepa del rock, el cual motivó a Rafael Williamson que en ese tiempo era productor y director de cuñas comerciales en una Agencia publicitaria y que escuchaba todos los viernes junto a sus compañeros de trabajo. Un día, el programa de radio no salió más al aire y Rafael Williamson ideó realizar una propuesta para la Televisora Nacional (Panamá). Para ello, meses después contactó al Sr. Milton Corrales, quien fungía como principal del programa radial. Rafael Williamson consiguió realizar un Programa Piloto, el cual realizarían juntos con los recursos y experiencia del mismo. Milton Corrales, Gary James, Edwardo Verdúmen y Zamariz Benites comenzaron a trabajar en tan deseado piloto, el cual era el plan de Williamson de realizarlo con una duración media hora y una promo de 3 minutos con el fin de enganchar a los posibles clientes.
En enero de 1994 realizaron y finalizaron el Piloto por gestión de Williamson, llevándolos primero a 12 Agencias publicitarias que les proporcionarían cada uno de 2 a 5 clientes potenciales y una carta promesa de la agencia para poder negociar en una mejor posición y con mucho éxito en el canal de televisión. El Sr. Williamson logró un 60 % para La Pepa TV y 40 % para el canal, manteniendo una relación de socios. Fue la primera vez que un programa de producción independiente logró una negociación a favor, además Williamson escogió el horario (siendo los sábados a las 7:00 P. m.)
En diciembre de 1994 fueron parte de un programa de Navidad, llamado Navidad en TVN, el cual realizaban un segmento al estilo de La Pepa TV. El segmento dejó conmocionado al canal porque mostraba a Santa Claus asaltado por vándalos que le robaban los juguetes en su visita a la popular área de Río Abajo. En el canal hubo mucha tensión, pero para el público televidente, lograron un efecto que hasta hoy no ha cambiado, manteniendo un concepto nuevo en Panamá

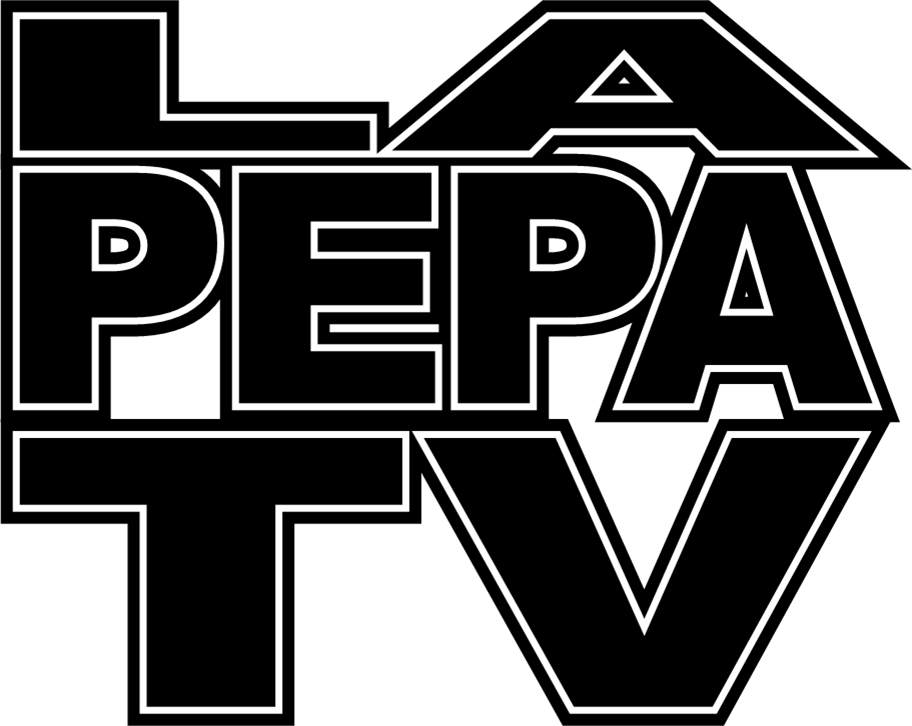
Logo de La Pepa TV (1995-1996)

El 14 de enero de 1995 Estrena  LA PEPA TV como programa independiente y bajo la Empresa, Williamson Entertainment Film y Dirigido por Rafael Williamson , Milton Corrales y Ubaldo Davis en los Sketch. El programa destronó en pocas semanas y permanentemente al líder en sintonía en esa época, Sábado gigante transmitido por Telemetro Panamá de la Cadena Medcom en Panamá, el cual fue cambiado de horario a uno más tarde, lo que incurrió a que pregrabaran y reeditaran el show de Don Francisco, que con el tiempo fue movido al horario de domingo en la tarde ( 19 de septiembre de 2015, bajo el nombre Sábado gigante: Hasta siempre fue la última emisión del mencionado programa ).
A finales de febrero de 1995, en los carnavales de la ciudad de Chitré, La Pepa TV fue invitada a la tarima del Canal y en ese momento, todo el grupo se da cuenta del éxito del cual eran protagonistas.  Miles de personas victoreaban y gritaban: "100" "100" "100" "Esta es la pepa TV Respeta" (Las canciones del opening) mientras todos saltaban. Algunos de los jóvenes iniciadores de este programa fueron Gary James, Milton Corrales, José "El Hindú", Monchi "El Hombre Enciclopedia", "Miguelito Style", Rolando Sterling, Jimmy Serrano, Luis "Agapito" Cleghorn, y Luis Tapia.
Debido a su popularidad en la radio, se decidieron a dar el salto a la televisión. La Pepa TV surgió en 1995. Desde el principio, el programa ha incluido actuaciones de músicos profesionales y aficionados y segmentos con personajes del elenco.
Uno de estos segmentos fue Wanna Yuka Fruit (actuado por Gary James), donde se hacía parodia de un brujo farsante del Vudú, el cual servía de anfitrión de un Talk Show entrevistando a políticos, cantantes, actores, figuras públicas nacionales e internacionales. Otro segmento fue "Miguelito Style", donde Miguel Oyola interpretaba canciones del género Reggae en español conocido también como plena, en los intermedios. Posteriormente, Gary James y Miguel Oyola dejaron el programa para realizar otros proyectos.

### 1996-2024
Después de la salida de Milton, Gary James, se relanza el programa con el nombre "La Cáscara", ya que el término "Pepa" era despectivo y vulgar en otros países. Poll Anria fue el productor de este programa en sus inicios. El primer programa de La Cáscara se transmitió el sábado 13 de julio de 1996.
Desde su estreno en 1996, La Cáscara también fue conocido por su icónico logotipo; una simple y animada imagen de una cáscara de guineo que tiene forma de una letra C. De acuerdo al especial del 2003 sobre la historia de La Cáscara titulado Desde el Cascarón, se menciona que el logo fue diseñado originalmente por Tony Montenegro lo que hizo dar al programa una nueva imagen. A partir de la temporada 2005, una nueva y actual versión del logo se introdujo con unos detalles de inclinado y sombreado de negro. Sin embargo, el logo también tuvo algunas variaciones como un modelo 3D (los cuales aparecen en los bumpers antes de un segmento), como calcomanías para autos, también en diferentes colores y texturas, hasta como un letrero visto por fuera de la actual oficina de La Cáscara (la cual abrió operaciones en el 2004).
La promoción del programa empezó en enero de 1997, mediante jingles de reggae por los cantantes Reggae Kid y Kafu Banton. Los jingles se colocaron en la programación de Televisora Nacional (Panamá) (Panamá) por varias semanas hasta el Carnaval de 1997; desde ese entonces, el programa ha sido aceptado enormemente.
El locutor-animador original fue Rolo de León (él es actual integrante del grupo musical Comando Tiburón); sin embargo, compromisos con la emisora en la cual trabajaba le impidieron permanecer en el programa. Fue sustituido por Eddy Vásquez, quien es el locutor-animador colonense hasta el presente.
En 1998, durante un especial sobre lo mejor del año en La Cáscara, se mostró el famoso clip de un soldado gringo que llegó a la Discoteca Dreams para retar algún panameño en un boxeo hasta que un tipo llamado "Bolo" vino a derrotarlo en tres rondas por knockout, lo que le causó al narrador Eddy Vásquez a morirse de la risa . El mismo clip original volvió en el 2007 como edición especial de Lo Peor del Boxeo por petición popular y una vez más en las 50 Atorrancias de La Cáscara durante principios del 2008.
En septiembre de 2015, Hazard de Panamá, S.A. y Noah Productions, S.A., empresas que manejan el programa de televisión y el área de internet de la cáscara respectivamente, pasaron a formar parte de la Cámara de Comercio de Panamá.
En los carnavales del 2016, por parte de la celebración de su 20° aniversario, La Cáscara realizó el Cáscara Rumble en cual participaron las caras actuales y anteriores del programa, cuyo nombre de equipos eran Team Zambito y Team Mayin.
En julio de 2016, se realizó la gran fiesta de los 20 años de La Cáscara. La fiesta terminó con una gigantesca piñata de un televisor.
En junio de 2017, La cáscara estrena su temporada 22 con un segmento tipo-talk-show llamado El Push presentado por Eddy Vásquez y Ubaldo Davis.
En marzo de 2018, La Cáscara estrena su temporada 23 con nuevos segmentos relativos a la política (por motivo de marchas y protestas contra la corrupción del país) y también dedicado al mundial de Rusia 2018, en cual participó por primera vez la Selección de Panamá.

### Problemas con la justicia
Desde sus inicios, La Cáscara siempre había sufrido grandes problemas que también formaron parte de la historia del programa:
- Demanda de RPC (1997)

En 1997, RPC Canal 4 demandó a La Cáscara por 100 mil dólares por haber utilizado un casete que contenía escenas detrás de las cámaras del personal de noticias de ese canal sin su consentimiento. Aparecían, entre otros periodistas, Álvaro Alvarado, Alexandra Ciniglio y Hugo Famanía. La demanda no procedió porque el material no tenía derechos reservados.
- Demanda de Calle 13 (1999)

En los carnavales de 1999. Luis Carlos Cleghorn (Agapito), quien formaba parte del elenco de La cáscara, estaba en la Península de Azuero en Panamá cubriendo la actividad, y en ese lugar también se encontraba el personal de Calle 13, que era un programa de humor del canal televisivo de Telemetro Panamá, rival de La Cáscara, entre ellos Orman Innis y Milton Corrales. La gente del área insultó a los presentadores de Corporación Medcom, y estos acusaron a La Cáscara por "incitar a la vulgaridad". Todo quedó grabado y el casete llegó a la Junta de Censura, quien revocó la licencia de locución a Corrales, Davis, Innis y "Agapito". La medida no procedió, pues los abogados de La Cáscara mostraron que fueron las personas del área las que estimularon la confrontación.
- Demanda de Cáscara News (2001-2002)

En el 2001, La Cáscara empezó a realizar un semanario llamado Cáscara News, la cual satirizaba temas de política, publicaciones de sketches en cómics, e información tipo parodia, curiosidades e incluía juegos como crucigrama etc, similar a su propio programa televisivo. En el 2002, el periódico fue suspendido por denuncias legales por parte del Gobierno de Panamá debido a un fuerte contenido en la portada con respecto a la imagen de la presidenta, Mireya Moscoso. Luego más tarde en el 2004 se reintegra el periódico hasta su descontinuacion en el 2006.
- Demanda de Pare de Sufrir (2006)

En el 2006, la Iglesia Oración Fuerte al Espíritu Santo mandó una carta a Televisora Nacional (Panamá), en la que manifestaba su descontento con La Cáscara por el segmento Pague Por Sufrir, manifestó que "hace insinuaciones injuriosas y calumniosas" y "denigra el llamado espiritual de salvación que llega a las familias panameñas con el programa Pare de sufrir". Representantes de la iglesia advirtieron que tomarían medidas si el segmento no era sacado del aire. Ubaldo Davis, director de La Cáscara, aseguró que Pague Por Sufrir seguiría. Esta no es la primera vez que La Cáscara tiene problemas.
- Demanda del colegio nacional de abogados por segmento de "los awebaduchos" (2012)

En el 2012, La Cáscara empezó con nueva temporada con un segmento llamado Los awebaduchos, que era dedicado a los abogados panameños, tuvo una gran aceptación por el público mientras que a otros no les hizo tanta gracia. EL Colegio Nacional de Abogados analizó en una demanda en contra de la cáscara, la facultad de derecho y ciencias políticas de la Universidad de Panamá envió un comunicado dirigido a la cáscara con inconformidad contra ese segmento. Delmiro Quiroga confesó que Los Awebaduchos fue creado para hacerles un llamado de atención a aquellos abogados que le hacen daño al país con su falta de ética y moral, que se venden cuando les pasan dinero bajo la mesa. Ubaldo Davis comento:"Que los awebaduchos sean unos abogados de pacotilla no representa a todos los abogados de Panamá, el abogado que se sienta aludido está mal". Esta sería la quinta demanda que le hacen al programa.

### La Feria de la Rumba
En el 2002, La Cáscara creó una fiesta como parte de la celebración de su 6° aniversario en un casino de la localidad llamado Fiesta Casinos donde las personas gozaron de una noche de baile y agasajos, a pesar de que no tienen una fecha en sí de aniversario, se acomoda la fecha dependiendo de los acontecimientos en Panamá.
En el 2004, debido al éxito de la primera fiesta de La Cáscara, nació La Feria de la Rumba ubicado en Las Islas de Atlapa en Panamá, en el Centro de Convenciones ATLAPA, que tiene una capacidad de más de 5 mil personas. Esta fiesta se caracteriza por incluir en dos pisos, las mejores discotecas, lounges, bares, casinos y restaurantes del país en secciones donde el cliente podrá elegir diferentes tipos de ambientes bajo un mismo lugar, en el centro del lugar en una tarima principal, en donde artistas e invitados nacionales e internacionales se presentan, y su evento cumbre, el 'Miss Reef' donde chicas en bikinis con los mejores nalgas modelan en dicha pasarela. Es una fiesta exclusiva para mayores de 18 años y se celebra anualmente en el mes de noviembre, que tiene por duración 4 días en un horario de 8:00 p.m. a 4:00 a.m, los boletos de entrada al lugar su valor está entre los 10 dólares (Entrada general) y 20 dólares (La entrada VIP) que cubre los 4 días de estadía.

### ¡Quiero Ser Cascaroso!
A principios del 2008, el programa realizó un concurso llamado "¡Quiero Ser Cascaroso!", donde los concursantes iban a los estudios de La Cáscara para hacer pruebas de "casting" y tratar de formar parte del elenco del programa lo que forma una nueva generación de humoristas. El concurso también se había realizado en el 2009, luego en el 2013 y una vez más en el 2015. A pesar de que otros reconocidos participantes fueran eliminados del evento, también entraron como "cascarosos" que pertenecieron durante la década del 2010, tales como Sócrates Lazo, Jesús Santizo, Augusto Posso y Jaime "Bugaman" Chong. 
| Año  | Ganador/a         |
| ---- | ----------------- |
| 2008 | Carlos Vence      |
| 2009 | Wendy Jaramillo   |
| 2013 | Nicole Lasso      |
| 2015 | Christopher Smith |

## Segmentos
A lo largo de los años y temporadas, La Cáscara ha desarrollado diversos segmentos:
| Temporadas                        | Segmento                                  |
| --------------------------------- | ----------------------------------------- |
| 1996‒1997                         | Calito Plaga                              |
| 1996‒1997                         | El Mimado                                 |
| 1996‒1997                         | Johnny Cotton (Los Tengo Bien Puestos!)   |
| 1996‒1997                         | Pascualito, el Ejecutivo                  |
| 1996‒1997                         | Patty, la Chica Yeye                      |
| 1996‒1997                         | ¡Que Pifia, los 80!                       |
| 1998‒1999                         | Afro Man                                  |
| 1998‒2000                         | El Panameño                               |
| 1998‒1999                         | Los Viajeros del Tiempo                   |
| 1999‒2000                         | Humberto, el Homofóbico                   |
| 1999‒2000                         | Juguetes de La Cáscara                    |
| 1999‒2000                         | Juventina                                 |
| 1999‒2001                         | Los Rejeros                               |
| 1999‒2001                         | Peter Bread Cinammon                      |
| 1999‒2000                         | Super Pasieros                            |
| 1999‒2000                         | Wellington Jackson                        |
| 2000‒2001                         | Cuál Para El Man                          |
| 2000‒2001                         | Good News                                 |
| 2000‒2001                         | Lao Ta' Salao                             |
| 2000‒2001                         | Las HP                                    |
| 2000‒2001                         | Los Hermanos Camaño                       |
| 2002‒2005                         | Fernando, el Funcionario                  |
| 2002‒2003                         | Macias, el Seguridad                      |
| 2002‒2003; 2010‒2014              | Usnavy en la Capital                      |
| 2003‒2004                         | Rewain                                    |
| 2003‒2010                         | Forrito, el Condón                        |
| 2004‒2005                         | El Buzón de Daniela                       |
| 2004‒2005                         | El Hombre en el Espejo                    |
| 2004‒2005                         | Las 3 Marías                              |
| 2004‒2011                         | The Travelers                             |
| 2006‒2007                         | Barbara e Inocencia                       |
| 2006‒2024                         | Batidos                                   |
| 2006‒2008                         | ChomboVisión                              |
| 2006‒2007                         | Pague Por Sufrir                          |
| 2007‒2008                         | Betito Bacalao                            |
| 2007‒2014                         | Davis Zone                                |
| 2008‒2009                         | CholoVisión                               |
| 2008‒2011                         | ¡Porque a lo Bruto, Sí Funciona!          |
| 2008‒2014                         | Top 10/Top 5                              |
| 2009‒2010 2023-2024               | Peñalba, el Albañil                       |
| 2011‒2012                         | ¡Qué Pritty, los 90!                      |
| 2011‒2012                         | Sueños de Veranillo                       |
| 2012‒2021                         | Casi Creativo                             |
| 2012‒2014                         | El Nini                                   |
| 2012‒2014                         | Es Totalmente Falso                       |
| 2012‒2014                         | Los Awebaduchos                           |
| 2013‒2014                         | El Carnal de las Estrellas                |
| 2014‒2015                         | Las Karkashians                           |
| 2015‒2021                         | Charls Lattan                             |
| 2015‒2016                         | El Chiquillón                             |
| 2015‒2016                         | Los Kgalitrosos                           |
| 2015‒2016                         | Metra de Amor                             |
| 2015‒2016                         | Mi Amigo Este                             |
| 2015‒2016                         | Una Maid en Carrasquilla                  |
| 2015‒2016                         | #VainasDe                                 |
| 2016‒2017                         | El Cornetas                               |
| 2016‒2017                         | El Palanca                                |
| 2016‒2018                         | Entre Libras                              |
| 2016‒2017                         | Los Chombis                               |
| 2016‒2017                         | Metra de Amor 2                           |
| 2016‒2017                         | Sin Filtros                               |
| 2017‒2018                         | El Push                                   |
| 2017‒2018                         | Las Imposibles Aventuras de Charls Lattan |
| 2017‒2020                         | Las Últimas con Dezdy                     |
| 2017‒2018                         | Super Tortugón                            |
| 2017‒2018                         | Snapcam                                   |
| 2018‒2019                         | Corrupti-Landia                           |
| 2018‒2019                         | Dentro De La Papa                         |
| 2018‒2019                         | Diputeando                                |
| 2018‒2019                         | Don Cuto                                  |
| 2018‒2019                         | Enredados                                 |
| 2018‒2019                         | Quién Quiere Ser Corrupto                 |
| 2018‒2019                         | Sin Tapujos con La Wachi                  |
| 2019‒2020                         | Bitin El Influencer                       |
| 2019‒2020                         | La Reina del Town                         |
| 2020‒2021                         | El Top                                    |
| 2020‒2021                         | Renatín                                   |
| 2021‒2022                         | Feik Nius                                 |
| 2021‒2022                         | El Sugar Limpio                           |
| 2021‒2022                         | Tito Roja                                 |
| 2021‒2022                         | Versus                                    |
| 2022-2023                         | Elpidio el Conserje                       |
| 2022-2023                         | El Estafador del West                     |
| 2022-2023                         | Inseguro Social                           |
| 2023-2024                         |                                           |
| La Tóxica                         |                                           |
| La Dinastía Lao, Liao Sigue Salao |                                           |

## Segmentos en carnavales

### Básicos
| Segmento          | Años      |
| ----------------- | --------- |
| Atorrancias       | 1997–2024 |
| Comando Lagartija | 1997–2024 |
| Los Bautizos      | 1997–2024 |

### Realities
| Segmento                     | Ganador                 | Año  |
| ---------------------------- | ----------------------- | ---- |
| Los Chiquitenders            | Mr. Pachita             | 2006 |
| Bianca Nieves y Los 7 Enanos | Baby Face               | 2007 |
| The Patenders                | La Pulpa Negra          | 2008 |
| The Patenders                | La Divina               | 2008 |
| 1/4 de Locos                 | Zizinho                 | 2009 |
| DJ Rumble                    | DJ Macoi                | 2010 |
| DJ Rumble Girls              | DJ Maricarmen Anguizola | 2011 |
| Political Rumble             | Beby Valderrama         | 2014 |
| Reggae Rumble                | Real Phantom            | 2015 |
| Cáscara Rumble               | Team Zambito            | 2016 |
| El Topón de La Cáscara       | Team Calle Arriba       | 2017 |